# Magistérios não-interferentes
Non-overlapping magisteria (NOMA) ou, em tradução livre, magistérios não-interferentes, é a opinião defendida por Stephen Jay Gould de que a ciência e a religião não estão num mesmo plano de conhecimento e, portanto, não devem se sobrepor. O termo foi cunhado por Gould em 1997 em um ensaio publicado na revista Natural History e posteriormente em seu livro de 1999 Rocks of Ages (Pilares do Tempo).